# Samuel Ljungblahd
Samuel Ljungblahd, född 26 december 1976 i Umeå, är en svensk låtskrivare och soulsångare med kristen profil. Den musikaliska skolningen från 20-årsåldern och framåt fick han genom engagemang i Frälsningsarmén. Urprungligen sjöng han mest gospel, men med tiden har nya influenser tillkommit, såsom 1960- och 70-talssoul, funk och R'n'B. Det är dock på frikyrkoscenen han har sin största publik.

## Musikkarriär
Efter en flytt till Stockholm när han var 20 engagerade han sig i Frälsningsarméns församlingsarbete och fick möjlighet utveckla sin sångtalang genom bland annat olika gospelkörer, bland annat Vasa Gospel. 
Från slutet av 1990-talet påbörjades en satsning på en solokarriär. År 2000 fick han Utbult-stipendiet och släppte samma år en EP utifrån ett samarbete med Stefan Olsson.
I februari 2005 släppte Samuel Ljungblahd sitt första album, Samuel Ljungblahd, som innehåller delvis nyskrivet och delvis material från EP:n, allt skrivet av Ljungblahd själv och Stefan Olsson.
2005 var Ljungblahd även första svensk att uppträda på huvudscenen "Ladan" som huvudattraktion på den kristna sommarfestivalen Frizon. 
Under hösten 2007 släppte Samuel Ljungblahd sitt andra album, "Reason Why". Till en början släpptes skivan endast i Norge.
Våren 2009 medverkade han i Så ska det låta där han efter säsongen vann svt:s tittaromröstning. Ljungblahd var med i Så ska det låta en andra gång den 1 april 2012, då tillsammans med Sarah Dawn Finer, och en tredje gång 19 januari 2014, då med Lisa Nilsson.
Under åren har, förutom gospel, 1960- och 70-talssoul, funk och R'n'B alltmer trängt igenom i Samuel Ljungblahds musik. Några av förebilderna är Ray Charles, Per-Erik Hallin, Stevie Wonder, Donny Hathaway och Kirk Franklin.[källa behövs]

## Diskografi
- 2005 – Samuel Ljungblahd
- 2007 – Reason Why
- 2008 – The Heavenly Song of Christmas (Tillsammans med den norska kören Mosaic)
- 2009 – No.3
- 2012 – Someday at Christmas (Tillsammans med Ole Børud)
- 2015 – The Psalmist
- 2019 – Witness
- 2022 – Right Now
- 2022 – The Soul of Christmas (Tillsammans med Bohuslän Big Band)